# Andreas Pyndt
Andreas Pyndt (* 4. März 2001) ist ein dänischer Fußballspieler. Er spielt bei Silkeborg IF.

## Karriere

### Verein
Andreas Pyndt begann mit dem Fußballspielen bei Allerød FK, einem 30 Kilometer von Kopenhagen ansässigen Amateurverein. Später wechselte er in das Nachwuchsleistungszentrum des Erstligisten Brøndby IF. Am 22. November 2018 absolvierte Pyndt im Alter von 17 Jahren sein erstes Pflichtspiel für die Profimannschaft, als er beim 4:0-Sieg im Achtelfinale des dänischen Pokals bei BK Marienlyst zum Einsatz kam. Sein zweiter Pflichtspieleinsatz folgte erst zwei Jahre später, erneut im dänischen Pokal, als er bei der 1:2-Niederlage nach Verlängerung im Achtelfinale gegen Fremad Amager eingesetzt wurde. Andreas Pyndt wurde zum Ende der Saison 2020/21 dänischer Meister, dabei kam er in der gesamten Saison im Ligaalltag zu keinem Einsatz. Sein einziges Erstligaspiel für Brøndby absolvierte er in der darauffolgenden Saison. Im Sommer 2023 wechselte Pyndt zu Silkeborg IF, von wo er im Februar 2024 bis zum Saisonende an IFK Göteborg verliehen wurde.

### Nationalmannschaft
Im Jahr 2017 absolvierte Andreas Pyndt 7 Spiele und schoss 1 Tor für die dänische U16-Nationalmannschaft. Von 2017 bis 2018 war er Teil des Kaders der dänischen U17, mit der er an der U-17-Fußball-Europameisterschaft 2018 in England teilnahm, bei diesem Turnier schied er nach der Gruppenphase aus. Dabei kam Pyndt zu 2 Einsätzen; für die Nationalelf unter 17 Jahren kam er zu 11 Einsätzen und schoss 3 Tore.